# Commiphora fulvotomentosa
Commiphora fulvotomentosa is een soort uit de familie Burseraceae. Het is een boom die een groeihoogte tussen de 4 en 12 meter bereikt. De boom heeft geen stekels langs de takken, maar zelden kunnen er misschien stekels van 4 tot 7 centimeter langs de stam zitten. De stam kan een diameter tot 25 centimeter hebben.
De soort staat op de Rode Lijst van de IUCN geklasseerd als 'kwetsbaar'.
De soort komt voor in tropisch Oost-Afrika, van Tanzania tot in Mozambique. Hij groeit daar in droge bossen, vooral op rotspartijen. De boom groeit op hoogtes van 200 tot 1200 meter.
Het hout van de boom wordt in het wild geoogst voor lokaal gebruik. Het hout is zacht en wordt gebruikt voor houtsnijwerk, lepels, waterpotten en bijenkorven. De boom wordt vaak geplant in een haag.
... 
C. africana · 
C. caudata · 
C. gileadensis · 
C.  guidottii · 
C. kataf · 
C. myrrha · 
C. simplicifolia · 
C. wightii · 
C. wildii
...